# Рассел Кірк
Рассел Кірк (англ. Russell Kirk; нар. 19 жовтня 1918, Плімут, Мічиган — пом. 29 квітня 1994, Мекоста, Мічиган) — американський письменник, політолог, історик, соціальний критик і літературознавець.
Кірк мав значний вплив на американський консерватизм ХХ століття, зокрема, його книга «Консервативний розум» (1953) була джерелом натхнення для повоєнного консервативного руху, заснованого на англо-саксонських традиціях, з особливим акцентом на філософію Едмунда Берка. Кірк також вважається головним прихильником традиційного консерватизму.